# 티켓 투 라이드
티켓 투 라이드(영어: Ticket to Ride)는 앨런 R. 문이 기획한 보드 게임이다. 2004년 데이스 오브 원더에서 발매되었다. 북아메리카 대륙에 철도 노선이 그려진 보드에 열차 프레임을 얹어 노선을 이어가는 게임이다. 2004년 독일 올해 게임 대상 (Spiel des Jahres) 대상을 수상하였다.
2014년 10월 기준으로 300만 부 이상이 판매되었으며 1억 5천만 달러가 넘는 판매고를 기록했다.